# Наші хімічні серця
«Наші хімічні серця» — підлітковий роман австралійської письменниці Крістал Сазерленд. Американська асоціація книготорговців назвала цю книжку одним із найкращих дебютів 2016 року. Кіноадаптацію 2020 року з Лілі Рейнгарт і Остіном Абрамсом у головних ролях створила Amazon Studios. 2017 році книжка потрапила до короткого списку премії Indie Book Award.

## Синопсис
«Наші хімічні серця» — це історія Генрі Пейджа, старшокласника-підлітка, який вважає себе безнадійним романтиком, але ніколи не закохувався. Юнак прагне бути редактором шкільної газети й щасливо живе, зосередившись на навчанні, щоб вступити до престижного університету, аж доки до його класу не приходить Ґрейс Таун. Вона не зовсім дівчина його мрії, але поступово він закохується в неї, коли їх обох обирають редагувати шкільну газету.

## Екранізація
У червні 2016 року компанія Awesomeness Films придбала права на екранізацію роману. Кіноадаптацію Хімічні серця створила Amazon Studios і вона вийшла 21 серпня 2020 року.  Лілі Рейнгарт зіграла роль Ґрейс Таун, а Остін Абрамс — Генрі Пейджа. Сама Сазерленд була виконавчою продюсеркою проєкту, а Річард Тенне став режисером і написав сценарій.

## Переклад українською
2020 року у видавництві «BookChef» вийшов український переклад роману «Наші хімічні серця». Перекладачка — Юлія Підгорна.

## Зовнішні посилання
- Офіційний сайт Krystal Sutherland